# Venom: Let There Be Carnage
Venom: Let There Be Carnage er en amerikansk superheltefilm instrueret af Andy Serkis. Den er baseret på Marvel Comics karakter Venom og er efterfølgeren til Venom (2018).

## Skuespillere
- Tom Hardy – Eddie Brock / Venom
- Woody Harrelson – Cletus Kasady / Carnage
- Michelle Williams – Anne Weying
- Naomie Harris – Frances Barrison / Shriek
- Stephen Graham – Detective Mulligan
- Reid Scott – Dr. Dan Lewis
- Laurence Spellman – Psycho Patient
- Peggy Lu – Mrs. Chen
- Sian Webber – Dr. Pazzo
- Alfredo Tavares – SFPD Uniformed
- Mel Powell – Marin County Sheriff